# 釜山女子高校生連続性暴行事件
釜山女子高校生連続性暴行事件（プサンじょしこうこうせいれんぞくせいぼうこうじけん）は大韓民国釜山広域市で2006年に起きた、一人の女子高校生が性的暴行を受けた後に性的嫌がらせと二度の性的暴行を受けた事件である。重複して恐喝事件も起きている。

## 事件の概要
高校2年の女子高校生は、2006年1月中旬にインターネットチャットで知り合った男性（25歳）に映画を見ようと誘われ、釜山市内の約束した場所に出かけた。男性は暴力団員だと言い女子高校生に恐怖を与え、モーテルで強姦した。
翌日の昼、妊娠を心配した女子高校生は事後避妊薬を買うため自宅近くの薬局を訪れた。薬局の従業員はよく効く薬の使用方法を説明してあげると調剤室に連れて行き、2回にわたり避妊薬を挿性するふりをして性的嫌がらせをした。
その後、女子高校生は一連の悩みを打ち明ける相手をチャットで探しているうちに、ゲームセンターの従業員（25歳）と親しくなっていた。チャットを通じて優しい姿を見せたゲームセンター従業員を信じるようになり、事情を全て打ち明けた。
2月10日午前4時頃、直接会い相談もして慰めてあげるという優しい言葉を信じて会うことになった。相手を兄のように慕い出した彼女は、勧められた酒を飲むうちに気を失っていた。 
同日午前11時頃、目を覚ますと強姦されていた上に、財布と携帯電話などの金品まで消えていた。 
騙されたと気付いた彼女は、警察署に届け出るためすぐにタクシーに乗った。タクシーの運転手（35歳）に警察署へ行く理由を聞かれ、泣きながら事情を話すと運転手は慰めてくれた。しかし、酒に酔った彼女が眠りにつくと、マンションの地下駐車場にタクシーを停めて強姦した。 
釜山北部警察署は3月2日、青少年保護法違反容疑などでゲームセンター従業員とタクシー運転手に対して逮捕状を請求、最初に知り合った男を指名手配した。薬局の従業員は被害者側と合意に至り、告訴が取り下げられたため釈放された。
一方、被害者である女子高校生と普段から顔見知りであった知人（24歳）が、薬局の従業員から彼女が性的嫌がらせを受けた事実を知って、薬局の従業員に警察に通報すると揺すり、現金20万ウォンを脅し取っていた。同3月2日に恐喝の容疑で非拘束立件された。